# チャレンジャー教授
ジョージ・エドワード・チャレンジャー（George Edward Challenger）、通称チャレンジャー教授（Professor Challenger）は、アーサー・コナン・ドイルによる一連のSF小説に登場する架空の人物。同じくドイルによるシャーロック・ホームズがくつろいだ思索的な人物であるのに対して、チャレンジャー教授は攻撃的・威圧的な人物である。

## 描写
チャレンジャー教授が初登場する小説『失われた世界』の中で、語り手のエドワード・ダン・マローンはチャレンジャー教授との初対面をこう書いている。

彼を前にして、私は息が詰まった。奇妙なものに対する覚悟はしていたが、こんなにも圧倒的な人間に対しての覚悟はなかった。まず息を詰まらせるのは、彼の大きさだ――彼の大きさと威圧的な存在感。彼の頭は巨大だった。いままで見てきた人間の頭の中で一番大きい。彼の山高帽は、実際に被ったこともあるのだが、頭をすり抜けて肩の上に落ち着くに違いなかった。彼の顔と髭を見て、私はアッシリアの雄牛像を連想した。前者は赤々としていて、後者は青みがかって見えるほど黒々としていて、波打って胸にかかっていた。髪の束が巨大な後頭部をぐるりと回って前面になでつける独特の髪型をしている。黒くすさまじい髭飾りの下には、明晰で批判的で横柄な、青色がかった灰色の目があった。大きく広がった肩と樽のような胸板のほかに、長く黒い体毛に覆われた巨大な二本の手がテーブルの上に現れた。これに加え、どなり、うなり、轟く声が、悪名高きチャレンジャー教授についての第一印象を作り上げたのだった。

チャレンジャー教授はまた、うぬぼれ屋で独善的、何でも屋の科学者であった。マローンの編集者であるミスター・マクアドルは、「科学への造詣がある、ただの殺人的傾向のある誇大妄想患者」と評した。だが、途中過程でまず間違いなく他人を傷つけ侮辱するものの、いかなる問題も解決し、いかなるまずい状況からも脱出するチャレンジャー教授の機知は評価に値する。チャレンジャー教授はあらゆる面で、無礼で粗暴で、社会的な良心や自制心を持たない。だが彼は素晴らしい誠実さを持つ人物であり、愛する妻は彼の全ての理解者である。
『失われた世界』によれば、チャレンジャー教授は1863年、スコットランド、ノース・エアシャーのラーグズという村で生まれ、エディンバラ大学に進んで医学・動物学・人類学を学んだとしている。
シャーロック・ホームズと同様、チャレンジャー教授のキャラクターも実在の人物に基づいている。ウィリアム・ラザフォードという生理学の教授で、コナン・ドイルがエディンバラ大学で医学を学んでいた際、講義をしていた人物である。

## 略歴
『失われた世界』による。
- 1863年、スコットランドのラーグズに生まれる。
- ラーグズ・アカデミー、エディンバラ大学卒業。
- 1892年、大英博物館助手。
- 1893年、同館比較人類学部次長となるも、筆禍事件で辞任。
- 受章…クレイトン・メダル（動物学）
- 所属学会…ベルギー協会、アメリカ科学アカデミー、ラ・プラタ学会等々。前古生物学会会長。大英学術協会H部門会員、その他多数。
- 著書・論文…『カルムック頭骨群の調査報告』『概説脊椎動物の進化』『ワイスマン学説の根本的誤謬』
- 英国ウェスト・ケンジントン区エンモア・パーク在住。新聞記者嫌いで知られ、コメントを取ろうと訪れる記者との間で度々トラブルを起こし警察沙汰になっている。

## 登場する作品
- 失われた世界（The Lost World, 1912年、長編）：恐竜などの先史時代の生物が生き残る南アメリカの台地への探検に旅立つ。
- 毒ガス帯（The Poison Belt, 1913年、中編）：地球が毒性エーテルの雲を通過し、人類滅亡の危機が迫る。
- 霧の国（The Land of Mist, 1926年、長編）：超自然現象を扱っている。後にコナン・ドイルが交霊術へ傾倒することにも関連している。
- 地球の悲鳴（When the World Screamed, 1928年、短編）：チャレンジャー教授の「地球＝ウニ」理論について。
- 分解機（The Disintegration Machine, 1929年、短編）：科学者テオドール・ネモールによる潜在的に危険な発明を巡るエピソード。

## ドイル以外の作家による作品
- 小説『シャーロック・ホームズの宇宙戦争』（1969年）マンリー・W・ウェルマン、ウェイド・ウェルマン
『宇宙戦争』の裏話を描いた作品で、ホームズとチャレンジャー教授の2人が共演する。
- 小説『ロストワールド2』（1980年）田中光二
『失われた世界』の続編、パスティーシュ作品。チャレンジャー教授と仲間たちが再び南米を冒険する。
- 『千のプラトー』（ジル・ドゥルーズとフェリックス・ガタリの共著）
最初から2番目の「道徳の地質学」という章すべてはチャレンジャー教授の講義という形をとる。ドゥルーズとガタリは、この著全体の導きとなる重要な言葉「地層」などを、チャレンジャーの講演という形で語らせている。
- アンソロジー『Gaslight Grimoire』（2008年）の『Sherlock Holmes in the Lost World』（Martin Powell）
もう一度ロスト・ワールドに出かけて行方不明になり、ホームズに救助される。娘もチャレンジャー教授となっている。
- 『鏖殺の凶鳥』（文庫名：『凶鳥〈フッケバイン〉 ヒトラー最終指令』）（2000年）佐藤大輔
1908年、ツングースカ大爆発の調査にイギリスがチャレンジャー教授率いる極秘の調査隊をロシアへ派遣したが、全員が強制送還されたことが登場人物らによって語られている。